# Sternocoelis setulosus
Sternocoelis setulosus är en skalbaggsart som först beskrevs av Edmund Reitter 1872.  Sternocoelis setulosus ingår i släktet Sternocoelis och familjen stumpbaggar. Inga underarter finns listade i Catalogue of Life.